# Сродство (биохимия)
В биохимии сродство (также аффинность связывания) является мерой тенденции молекул к связыванию с другими молекулами, например между партнерами по связыванию при взаимодействии белок-лиганд: чем выше аффинность, тем больше константа ассоциации Ka (также называемая константой связывания).

## Характеристики
Однако в настоящее время вместо константы ассоциации обычно используют обратную меру — константу диссоциации Kd : чем выше сродство белка к своему лиганду, тем ниже константа диссоциации комплекса. На примере образования/расщепления фермент-субстратного комплекса [ЭС].
определения согласно закону действующих масс или кинетическим константам (константам скорости k) перечислены здесь:
| константа ассоциации(константа связывания) | {\displaystyle K_{a}={[ES] \over [E]\cdot [S]}} | {\displaystyle K_{a}={k_{1} \over k'_{1}}}   |
| константа диссоциации                      | {\displaystyle K_{d}={[E]\cdot [S] \over [ES]}} | {\displaystyle K_{d}={k'_{1} \over k_{1}}} . |

В кинетике ферментов Km, константа Михаэлиса, иногда используется как мера сродства фермента к его субстрату. На практике это имеет определённое право, но теоретически константу диссоциации ЭС-комплекса Kd и константу Михаэлиса необходимо строго различать. Согласно Бриггсу и Холдейну, постоянная Михаэлиса также зависит от числа изменений k2 и рассчитывается следующим образом:
{\displaystyle K_{m}={k'_{1}+k_{2} \over k_{1}}} .
Вывод из Km в Kd возможен только в том случае, если {\displaystyle k_{2}\ll k'_{1}} . Это предположение подходит не во всех случаях, но первоначально было сделано Леонор Михаэлис и Мод Ментен для вывода уравнения Михаэлиса-Ментен.
Аффинность можно определить с помощью анализа связывания лиганда.